# 果実酒
果実酒（かじつしゅ）とは、狭義として果汁から造られた醸造酒であり、一般に原料の果実の酸味や風味を持つのが特色である。しかし、果実を中性スピリッツのような酒に浸漬して造った混成酒のことも、俗に果実酒と呼ぶこともあり、欧米ではどちらも広義としてフルーツワインのカテゴリーに含まれる。

## 概要
日本の酒税法による酒類の分類では、果実を原料として発酵させたものと規定されている。（酒税法第3条）
果汁に含まれる糖分（ブドウ糖、果糖、ショ糖）の約半量が酵母等により発酵しエタノールとなるが、その結果生成したエタノールの濃度（アルコール度数）が低いと二次的に酢酸発酵を起こしやすいため、発酵前段階に糖分を補うか、発酵後に中性スピリッツなどを添加しアルコール度数を調整する必要がある。なお、酸味が強すぎる果汁は、炭酸カルシウムなどを加え脱酸してから発酵させるとよい。
酒母は、果実の外皮に付着した野生酵母ではなく、果実に適した酵母を別に純粋培養しておき、これを使う。果実酒として知られているものには、具体的にはワイン（原料果実：ブドウ）、シードル（原料果実：リンゴ）などがある。なお、こうして作られた果実酒を蒸留してアルコール度数を上げたものをブランデーと呼ぶ。
法律改正により2006年5月より分類が変更され、日本の酒税法による酒類の分類では、シードル（原料果実：リンゴ）は、発泡性酒類のその他の発泡性酒類に分類されている。

## その他の果実酒
俗に、果実を中性スピリッツや連続式蒸留焼酎のような酒に漬け込んで作った混成酒、具体的にはリキュール等のことも、果実酒と呼ばれることがある。例として梅酒やかりん酒、リモンチェッロなどが、これに当たる。

## 日本での酒税法との関係
製造する専用の機械等も多数販売されているが、家庭内のみの飲用であっても無免許製造となり、酒税法により処罰される。しかし、2007年に北海道ニセコ町でペンション経営者が自家製果実酒（いわゆるワインではなく、梅酒のようなリキュール）を有料で宿泊客に提供していたことで国税当局から「酒税法違反」と指摘され、酒の廃棄などを求めた事件では、一律に違法とするのは実態に合わないとして、下記を定めた。
- 自家醸造について

しょうちゅう等に梅等を漬けて梅酒等を造る行為は、酒類と他の物品を混和し、その混和後のものが酒類であるため、新たに酒類を製造したものとみなされるが、消費者が自分で飲むために酒類（アルコール分20度以上のもので、かつ、酒税が課税済みのものに限る。）に次の物品以外のものを混和する場合には、例外的に製造行為としない。また、この規定は、消費者が自ら飲むための酒類についての規定であることから、この酒類を販売してはならない。
1. 米、麦、あわ、とうもろこし、こうりゃん、きび、ひえ若しくはでんぷん又はこれらのこうじ
2. ぶどう（やまぶどうを含む。）
3. アミノ酸若しくはその塩類、ビタミン類、核酸分解物若しくはその塩類、有機酸若しくはその塩類、無機塩類、色素、香料又は酒類のかす

根拠法令等：酒税法第7条、第43条第11項、同法施行令第50条、同法施行規則第13条第3項
- 旅館や飲食店での提供

しょうちゅう等に梅等を漬け込む行為は、原則として、酒類の製造に該当し、酒類製造免許や酒税の納税等が必要になる、旅館等を営む者が宿泊客等に提供するため、当該旅館で酒類に他の物品を混和する場合等、次のすべての要件を満たすときには、例外的に酒類の製造に該当しないこととし、免許や納税等が不要となる特例措置が平成20年4月30日より設けられている。なお、この特例措置は、この酒類を混和した旅館等において飲食時に宿泊客等に提供するために行う場合に限られ、例えばお土産として販売するなどの譲り渡しはできない。
(1) 特例措置の適用を受けることができる者
「酒場、料理店等酒類を専ら自己の営業場において飲用に供する業」を営んでいる者
(2) 特例措置の適用要件
イ 酒場、料理店等の自己の営業場内において飲用に供することを目的とすること
ロ 飲用に供する営業場内において混和を行うこと
ハ 一定の蒸留酒類とその他の物品の混和であること
(3) 混和できる酒類と物品の範囲
混和に使用できる「酒類」と「物品」は次のものに限られる。また、混和後、アルコール分1度以上の発酵がないものに限られる。
イ 使用できる酒類・・・蒸留酒類でアルコール分が20度以上のもので、かつ、酒税が課税済のもの
ロ 使用できる物品・・・混和が禁止されている次の物品以外のもの
(イ) 米、麦、あわ、とうもろこし、こうりゃん、きび、ひえ若しくはでんぷん又はこれらのこうじ
(ロ) ぶどう（やまぶどうを含む。）
(ハ) アミノ酸若しくはその塩類、ビタミン類、核酸分解物若しくはその塩類、有機酸若しくはその塩類、無機塩類、色素、香料又は酒類のかす
(ニ) 酒類
(4) 年間の混和に使用できる酒類の数量の上限
混和に使用できる蒸留酒類の数量は、営業場ごとに1年間（4月1日から翌年3月31日の間）に1キロリットル以内に限られる。
この特例措置を行う場合は、次の手続等が必要。
(1) 開始申告書の提出
新たに混和しようとする場合には、混和を開始する日の前日までに営業場の所在地を所轄する税務署長に対して「特例適用混和の開始申告書」を提出する必要がある。
(2) 混和に関する記帳
混和に使用した蒸留酒類の月ごとの数量を帳簿に記載する必要がある。 なお、消費者自ら又は酒場、料理店等が消費者の求めに応じて消費の直前に混和する場合や消費者が自ら消費するために混和する場合にも例外的に製造行為としないこととされる。
根拠法令等：酒税法第7条、第43条第1項、第10項、第11項、租税特別措置法第87条の8、同法施行令第46条8の2、同法施行規則第37条の4
これにより飲食店などでも製造申告書を税務署に申請すれば、20度以上の蒸留酒類を原料に使用し、新たにアルコール発酵を伴わない、原料と認められない物品を使用しない、製造数量の制限、提供場所の制限など、各種の条件に合致した場合は、税務署への各種届け出を条件に、客への提供も可能となった。ただし、酒税法で20度以上の蒸留酒と定められているため、たとえ家庭内であってもワインを使ったサングリアなどは酒税法違反となる（酒類製造免許があれば可能）。

## 日本における税率
2006年（平成18年）5月1日以降のもの。
- 醸造酒類
  - 果実酒 - 80円（金額は1リットルあたり。）